# جورج غالي
جورج غالي (بالفرنسية: Georges Galli )‏ (و. 1902 – 1982 م) هو ممثل، وممثل أفلام، من فرنسا، توفي عن عمر يناهز 80 عاماً.